# HMS L17
Pour les articles homonymes, voir L17.
Le HMS L17 est un sous-marin britannique de classe L construit pour la Royal Navy pendant la Première Guerre mondiale. Il était l’un des cinq bateaux de la classe L à être équipé comme un mouilleur de mines. Le bateau a survécu à la guerre et a été vendu à la ferraille en 1934.

## Conception
Le HMS L9 et les navires de classe L qui l’ont suivi avaient été agrandis pour recevoir des tubes lance-torpilles de 21 pouces (533 mm) et davantage de carburant. Le sous-marin avait une longueur totale de 70,4 m, un maître-bau de 7,2 m et un tirant d'eau moyen de 4 m. Ces sous-marins avaient un déplacement de 905 tonnes en surface, et 1 091 tonnes en immersion. Ils avaient un équipage de 38 officiers et matelots.
Pour la navigation en surface, ces navires étaient propulsés par deux moteurs diesel Vickers à 12 cylindres de 1 200 ch (895 kW), chacun entraînant un arbre d'hélice. En immersion, chaque hélice était entraînée par un moteur électriques de 600 ch (447 kW). Ils pouvaient atteindre la vitesse de 17 nœuds (31 km/h) en surface et 10,5 nœuds (19,4 km/h) sous l’eau. En surface, la classe L avait un rayon d'action de 3 200 milles marins (5 900 km) à 10 nœuds (19 km/h).
Les navires étaient armés de quatre tubes lance-torpilles de 21 pouces (533 mm) dans l’étrave et de deux tubes de 18 pouces (457 mm) sur les flancs. Ils transportaient quatre torpilles de recharge pour les tubes de 21 pouces, et un total de dix torpilles de toutes tailles. Ils étaient également armés d’un canon de pont de 4 pouces (102 mm). Le L17 a été équipé de 16 puits de mines verticaux dans ses ballasts et transportait une mine par puits.

## Engagements
Le HMS L17 a été construit par Vickers à Barrow-in-Furness. Sa quille fut posée le 24 janvier 1917, il est lancé le 13 mai 1918 et mis en service à une date inconnue. Le bateau a été vendu en février 1934 à Pembroke Dock.